# Драчево (Скопље)
Драчево (мкд. Драчево) је насеље у Северној Македонији, у северном делу државе. Драчево припада општини Кисела Вода града Скопља, где је подељено на две засебне јединице, Драчево-Насеље (градска четврт) и Драчево-Село (приградско село).

## Географија
Драчево је смештено у северном делу Северне Македоније. Од најближег већег града, Скопља, насеље је удаљено 10 km југоисточно.
Насеље Драчево је у оквиру брдске области Скопско поље, у његовом јужном делу. Југозападно се изидже планина Водно, до северно протиче Вардар. Надморска висина насеља је приближно 240 m.
Месна клима је блажи облик континенталне климе због утицаја Егејског мора (жарка лета).

## Историја
У месту се између 1868-1874. године јавља српска народна школа.

## Становништво
Драчево је према последњем попису из 2002. године имало укупно 19.246 становника. Пошто се насеље састоји из два дела, становништво је подељено на 10.605 становника у насељу (градска четврт Скопља) и 8.641 становника у селу.
Етнички састав:
| Националност | Драчево-Насеље | Драчево-Село  | Драчево (укупно) |
| Македонци    | 9.269 (87,4%)  | 7.741 (89,5%) | 17.010 (88,4%)   |
| Цигани       | 276 (2,6%)     | 339 (3,9%)    | 615 (3,2%)       |
| Бошњаци      | 140 (1,3%)     | 268 (3,1%)    | 408 (2,1%)       |
| Турци        | 270 (2,5%)     | 106 (1,2%)    | 376 (2,0%)       |
| Срби         | 225 (2,1%)     | 64 (0,7%)     | 289 (1,5%)       |
| Албанци      | 179 (1,7%)     | 22 (0,3%)     | 201 (1,0%)       |
| остали       | 246 (2,3%)     | 101 (1,2%)    | 347 (1,8%)       |
| Укупно       | 10.605         | 8.641         | 19.246           |

Већинска вероисповест у насељу је православље.